# منتخب سان مارينو لكأس ديفيز
منتخب سان مارينو لكأس ديفيز (بالإيطالية: Squadra sammarinese di Coppa Davis)‏ هو ممثل سان مارينو الرسمي في كرة المضرب في كأس ديفيز.